# Friederike Henriette von Anhalt-Bernburg

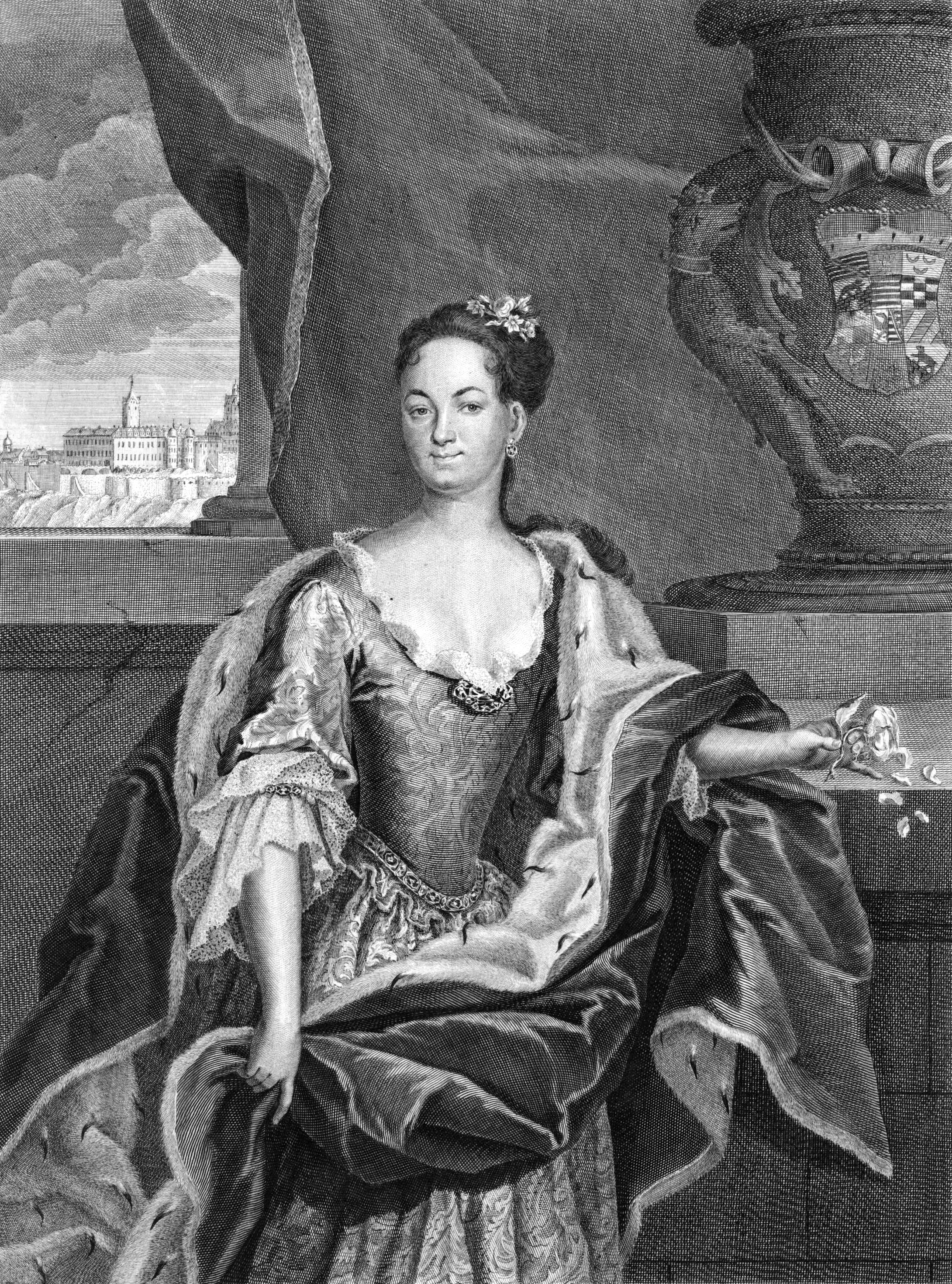
Friederica Henrietta von Anhalt-Bernburg, Fürstin von Anhalt-Köthen

Friederike Henriette von Anhalt-Bernburg (* 24. Januar 1702 in Bernburg; † 4. April 1723 in Köthen) aus dem Hause der Askanier war eine Prinzessin von Anhalt-Bernburg und durch Heirat Fürstin von Anhalt-Köthen.

## Leben
Friederike Henriette war eine Tochter des Fürsten Karl Friedrich von Anhalt-Bernburg (1668–1721) aus dessen erster Ehe mit Sophie Albertine (1672–1708), Tochter des Grafen Georg Friedrich zu Solms-Sonnenwalde.
Sie heiratete am 11. Dezember 1721 in Köthen Fürst Leopold von Anhalt-Köthen (1694–1728). Im Gegensatz zu ihrem Mann hatte Friederike Henriette kaum Interesse an Musik und ihr gelang es auch, Fürst Leopold dahingehend zu beeinflussen, seine Hingabe zur Musik nahezu aufzugeben. Dies führte dazu, dass sich Johann Sebastian Bach von Köthen abwandte und die Stelle des Thomaskantors in Leipzig annahm.
Friederike Henriette, die unter einer „schwachen Lunge“ litt, starb bereits 21-jährig und wurde in der Köthener St. Jakobskirche bestattet.

## Nachkommen
Aus ihrer Ehe hatte Friederike Henriette eine Tochter:
- Gisela Agnes (1722–1751)

⚭ 1737 Fürst Leopold II. von Anhalt-Dessau (1700–1751)